# 発散型境界

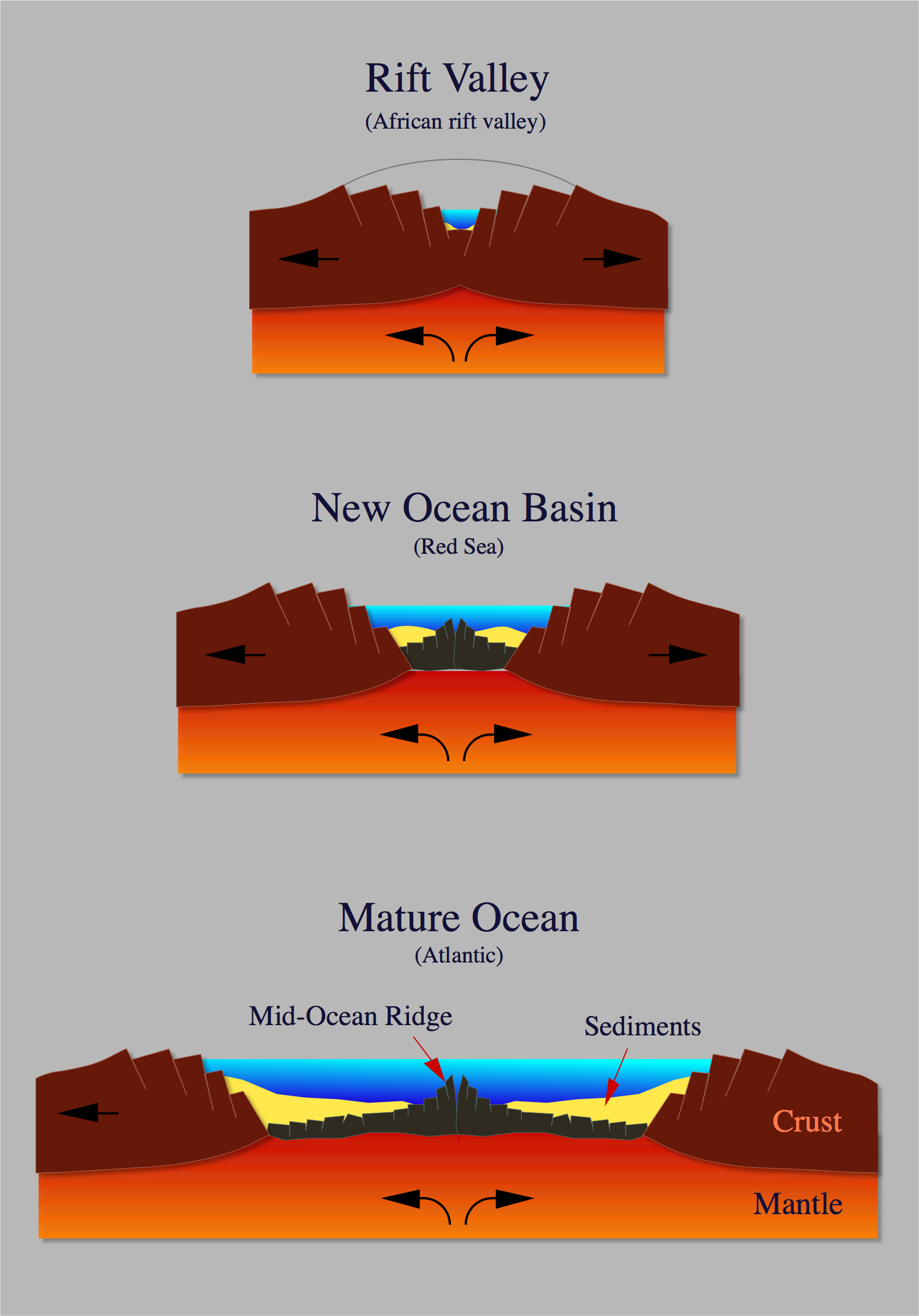
大陸における、海洋の誕生と海洋底拡大

発散型境界（はっさんがたきょうかい）とは、プレートテクトニクス理論において、プレート同士が遠ざかっている境界のこと。大西洋中央海嶺、東太平洋海嶺、中央インド海嶺などがこれに該当する。
プルームテクトニクスの考え方で説明すれば、発散型境界とは、プルームによってマグマが下から供給されてプレートが左右に押し分けられつつも、その間に新しいプレートが形成されている場所である。ウィルソンサイクルの説明上、ホット・プルームは海洋プレートに存在するものであり、実際に海嶺は海洋プレート上にしか存在しない。アフリカの大地溝帯は例外的に大陸プレート上に存在する発散型境界だが、数千万年～数億年後には海底に沈んで海嶺化すると考えられている。